# Rosa Miguélez
Rosa Miguélez Ramos (ur. 27 sierpnia 1953 w Ferrolu) – hiszpańska polityk, filolog, samorządowiec, od 1999 do 2009 posłanka do Parlamentu Europejskiego V i VI kadencji.

## Życiorys
Ukończyła studia w zakresie filologii romańskiej. W 1983 została burmistrzem Ares, następnie od 1987 do 1995 pełniła funkcję zastępcy burmistrza tej miejscowości. Jednocześnie w latach 1987–1989 zajmowała stanowisko dyrektora generalnego w komisji ds. kobiet oraz kierowała gabinetem politycznym ministra pracy i opieki społecznej w rządzie regionalnym w  Galicji. Później do 1993 zasiadała w regionalnym parlamencie. Od 1994 do 1999 była doradcą hiszpańskiej delegacji socjalistów w Europarlamencie.
W 1999 i 2004 z ramienia PSOE uzyskiwała mandat deputowanej do Parlamentu Europejskiego. Była członkinią Grupy Socjalistycznej, pracowała m.in. jako wiceprzewodnicząca Komisji Rybołówstwa. W PE zasiadała do 2009.